# スターゲイザー (航空機)

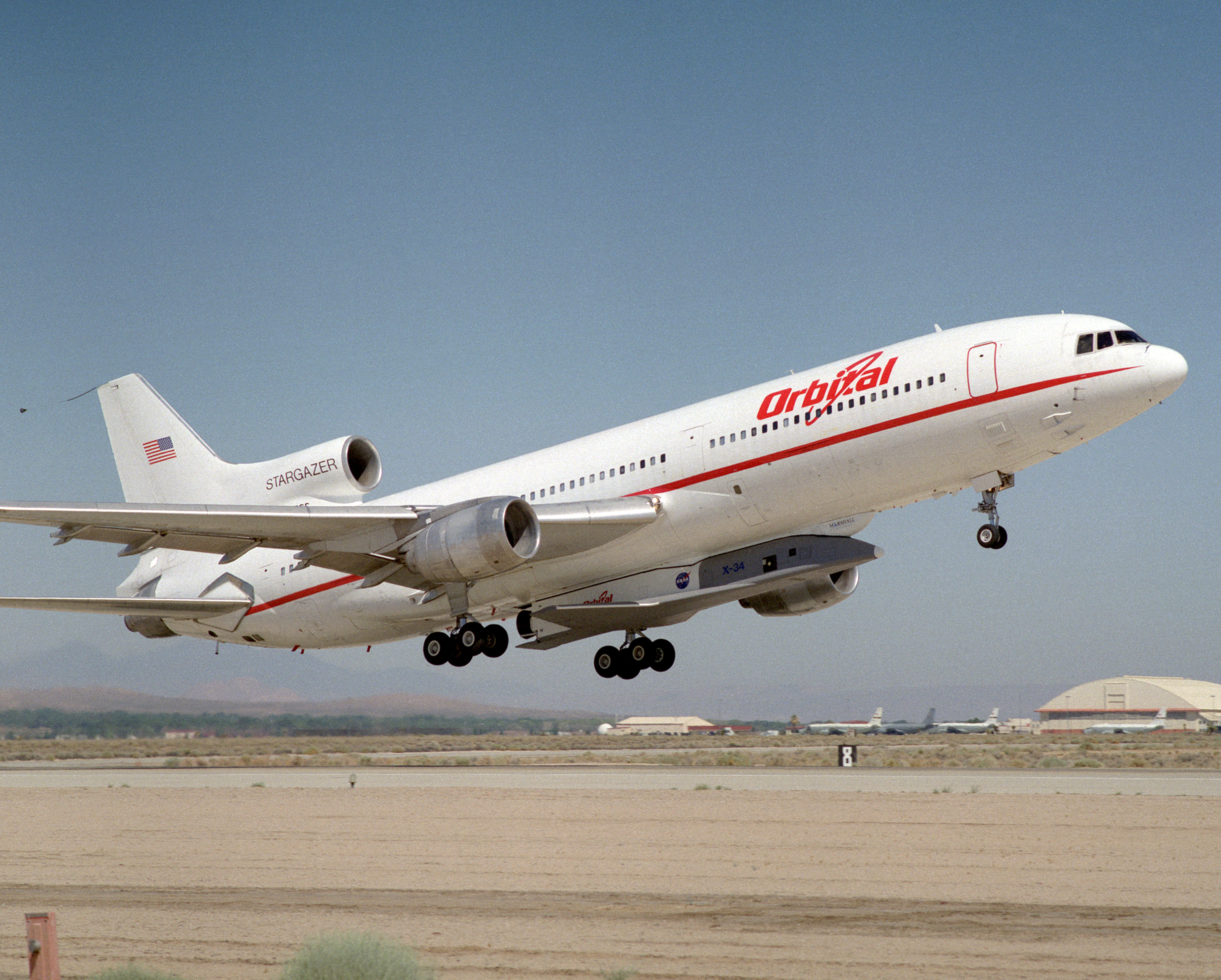
X-34を懸架し離陸するスターゲイザー。

スターゲイザー（英:Stargazer）はアメリカのオービタル・サイエンシズ社(OSC)が運用するロッキード L-1011 トライスターの改造機である。空中発射式人工衛星打ち上げロケットペガサスの打ち上げに用いられる他、アメリカ航空宇宙局(NASA)のX-34、APO計画をはじめとした様々な空中実験に用いられる。名称はスタートレックシリーズのU.S.S.スターゲイザーから。

## 経緯
空中発射ロケットペガサスを開発したOSCはアメリカ航空宇宙局(NASA)のNB-52Bを借用して運用していた。しかし、将来的に同機は引退することが決定しており、自社保有の母機で運用を行う必要があった。このため、1973年からエア・カナダで運用され1990年に退役していたL-1011-100型機C-FTNJを購入。シリアルナンバーは「193E-1067」、1992年からイギリスのマーシャル・エアロスペースにおいて改修が行われ、1994年からOSCでレジナンバー『N140SC』で運用されている。

## 機体
発射プラットフォームとして運用するために翼の補強等の改修が行われた。また、旅客用の座席が取り外され、空中発射式ロケットの運用や各種空中実験を行うための機器類が搭載されている。これらの機器はミッションに応じて容易に取り替えることが可能である。同様に外部フックもロケットの他に各種実験装置の搭載が可能となっている。
運用時にはロンチ・パネル・オペレーター・ステーションにおいて管制が行われる。
年間維持費は$4,000,000であり、1ミッションあたり追加費用として$500,000かかる。

## 性能諸元

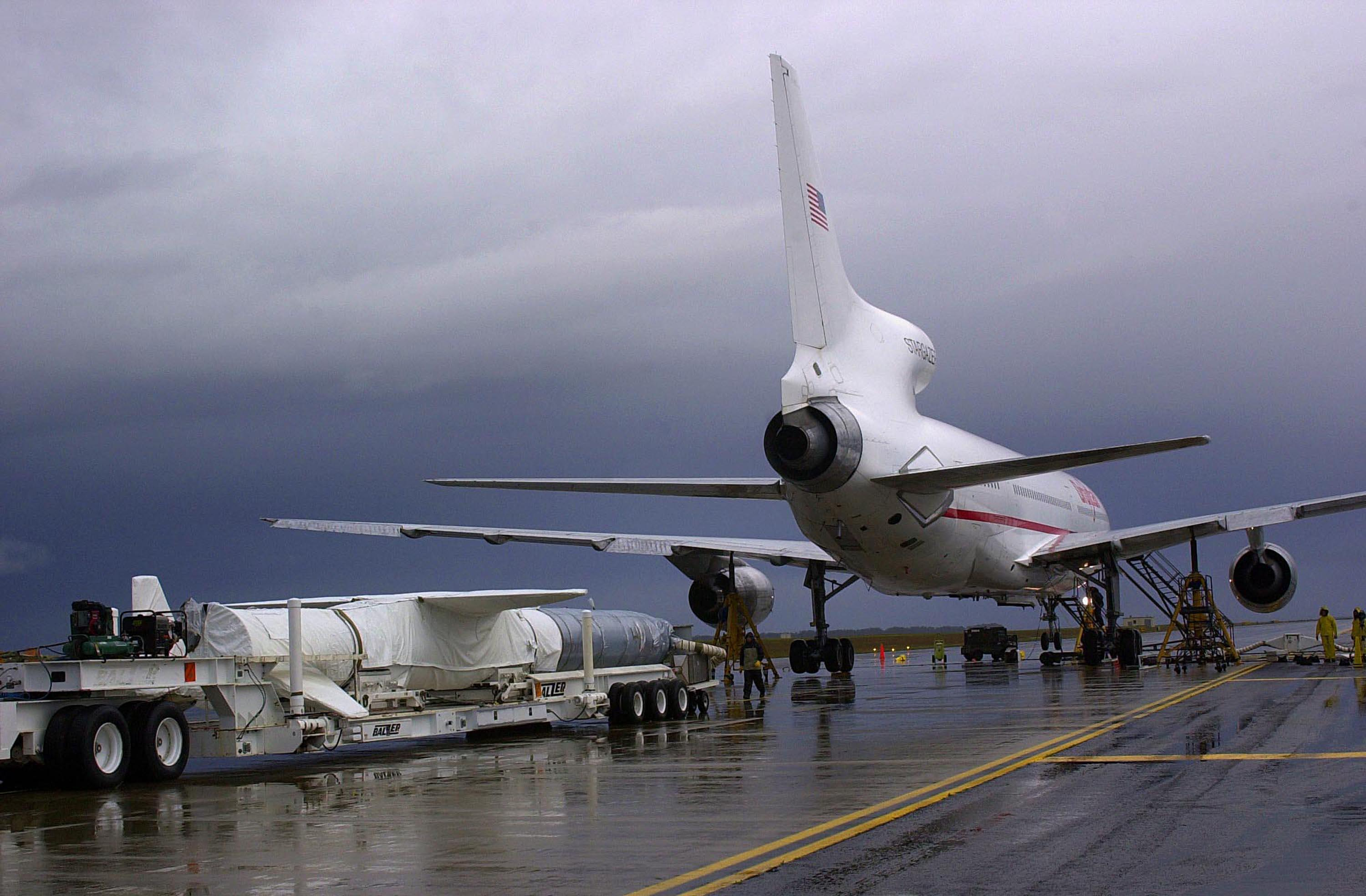
ペガサスXLの搭載。

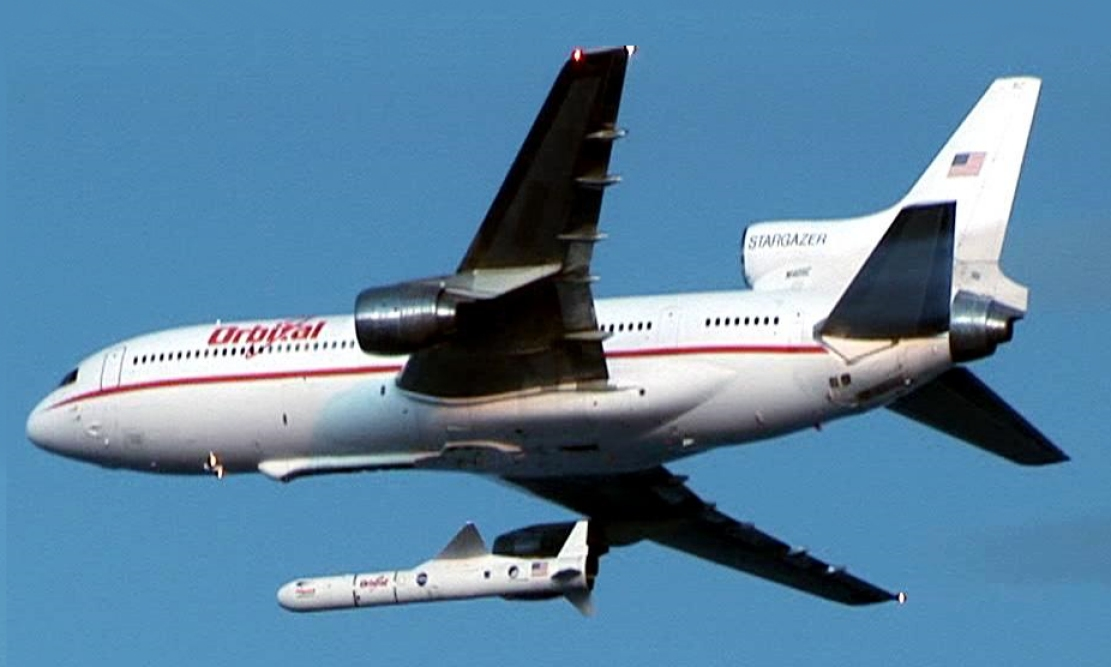
ペガサスXLを切り離すスターゲイザー。

| 寸法           | 寸法                                  |
| -------------- | ------------------------------------- |
| 全長           | 175 ft                                |
| 翼幅           | 155.3 ft                              |
| 全高           | 55.8 ft                               |
| 全備重量       | 156 t                                 |
| 乾燥重量       | 109.629 t                             |
| ミッション     |                                       |
| 耐用時間       | 10.5 h                                |
| 航続距離       | 4,500 NM                              |
| 限界高度       | 42,000 ft                             |
| 最高速度       | M 0.86                                |
| ペイロード     |                                       |
| 最大寸法       | 17.37 m (L) × 1.52 m (W) × 1.52 m (H) |
| 最大重量       | 23.58 t                               |
| キャビン       |                                       |
| 平均騒音レベル | 62 dB                                 |
| 最大音圧レベル | 60 dB                                 |
| 床幅           | 18.3 ft                               |
| 高さ           | 7.9 ft                                |
| 床面積         | 2,452 ft2                             |